# Willemijn Posthumus-van der Goot
Willemijn Hendrika Posthumus-van der Goot (Pretoria, 2 mei 1897 – Amsterdam, 16 januari 1989) was een Nederlandse econoom, journalist, feminist en vredesactivist. Zij wordt gezien als een van de grondleggers van de vrouwenbeweging in Nederland.
Posthumus deed als een van de eerste economen wetenschappelijk onderzoek naar de economische rol van vrouwen. Zij was nauw betrokken bij de oprichting van verschillende (internationale) vrouwen- en vredesorganisaties, waaronder het Internationaal Archief voor de Vrouwenbeweging. Als radio- en weekbladjournalist bracht ze de vrouwenbeweging onder de aandacht van een breed publiek.

## Jeugd en opleiding
Willemijn Posthumus-van der Goot was de dochter van de ingenieur Fiepko van der Goot en zijn vrouw Elisabeth Castens. Zij werd geboren in Zuid-Afrika en groeide op in Nederlands-Indië en Zwitserland. Zij deed de HBS in Batavia en behaalde in december 1914 een onderwijsakte Frans. Vanaf 1919 studeerde zij economie aan de Nederlandsche Handels-Hoogeschool te Rotterdam. Daar promoveerde ze in 1930 als eerste vrouw in Nederland tot doctor in de economie op het onderwerp De besteding van het inkomen; het indexcijfer van de kosten van levensonderhoud. In haar dissertatie stelde ze de consument centraal, waardoor het aandeel van vrouwen in de economie zichtbaar werd.
Ze trouwde in 1931 met Nicolaas Posthumus, hoogleraar economische geschiedenis met wie ze één dochter kreeg. Zij scheidden in 1950.

## Vrouwenbeweging
Na haar afstuderen vond Posthumus-van der Goot geen werk. Zij hielp haar man met het uitwerken van het statistische materiaal voor zijn geschiedenis van de Leidse lakenindustrie en met zijn studie van de Nederlandse prijsgeschiedenis. Zelf heeft ze aangegeven dat ze dit een frustrerende periode in haar leven vond.
Ze was door Aletta Jacobs al tijdens haar studie overgehaald om lid te worden van de Nederlandsche Vereeniging van Staatsburgeressen (later de Nederlandsche Vereeniging voor Vrouwenbelangen en Gelijk Staatsburgerschap - VVGS). Zij werd echter pas in 1934 echt actief binnen de vrouwenbeweging. De aanleiding hiervoor waren de beperkingen die de politiek tijdens de economische crisis aan gehuwde werkende vrouwen wilde opleggen. Zij was 1934 een van de deelnemers bij een studieconferentie over dit onderwerp georganiseerd door de VVGS. Deze conferentie leidde tot de oprichting van het Jongeren Werk Comité (JWC) van de VVGS. De eerste voorzitter hiervan was Corry Tendeloo, het latere Tweede Kamerlid. Zij werd korte tijd later als voorzitter opgevolgd door Posthumus-van der Goot. Het JWC zette een nieuwe toon in de vrouwenbeweging, waarbij het ging om waardering van vrouwelijkheid en vrouwelijk inzicht.
Posthumus-van der Groot speelde een belangrijke rol in het verzet tegen een voorontwerp van wet van minister C.P.M. Romme van Sociale Zaken uit 1937, dat betaalde arbeid buitenshuis van gehuwde vrouwen nagenoeg wilde verbieden. Uit Posthumus-van der Goots Onderzoek naar den arbeid der gehuwde vrouw in Nederland (1937) bleek dat gehuwde vrouwen vaak uit pure noodzaak buitenshuis werkten. Het onderzoek ondermijnde het tot dan toe gangbare beeld dat gehuwde werkende vrouwen maar een te verwaarlozen bijdrage aan het gezinsinkomen zouden leveren. Ook toonde ze aan dat gezinnen beter functioneerden wanneer de moeder betaald werkte, dan wanneer de moeder voltijds huisvrouw was. Posthumus-van der Goot was ook actief bij fondsenwerving voor de campagne tegen de wet en organiseerde samen met Mies Boissevain-van Lennep een 'briefkaartenregen' gericht aan het ministerie van Sociale Zaken.
Samen met Johanna Naber en Rosa Manus richtte Posthumus-van der Goot in 1935 het Internationaal Archief voor de Vrouwenbeweging (IAV) op. Doel van het IAV was door middel van een archief en bibliotheek het erfgoed van vrouwen te bewaren, en wetenschappelijk onderzoek te bevorderen. Vanwege de Nederlandse wet die ervoor zorgde dat getrouwde vrouwen tot aan 1956 handelingsonbekwaam waren, moest Posthumus-van der Goot toestemming vragen aan haar man om het IAV op te kunnen richten. Op 2 december 1935 tekende hij een toestemmingsformulier dat haar in staat stelde deel te nemen aan het IAV en hiervoor een bedrag van 20 gulden van haar vermogen af te zonderen. Vanaf 1943 voerde Posthumus-van der Goot overleg met Jane de Iongh en Marga Klompé over een grote vrouwenorganisatie die na de oorlog zou moeten worden opgericht. Dit werd uiteindelijk het Nederlands Vrouwen Comité.
Daarnaast was Posthumus-Van der Goot initiatiefnemer voor de oprichting van de Huishoudraad (1950). Zij was bestuurslid van het Marie Jungius Fonds, en richtte in 1951 een adviesbureau voor vrouwen op. Zij was ook actief in de Nederlandse Vereniging van Huisvrouwen, de Vereniging van Vrouwen met een Academische Opleiding (VVAO) en de Bond van Vrouwen werkzaam in Bedrijf en Beroep.

## Radio en media
Posthumus-van der Goot werd in 1935 redactrice van de vrouwenpagina in De Groene Amsterdammer en wist zo de aandacht te vestigen op het werk van de vrouwenbeweging. In 1936 vertrok ze van De Groene Amsterdammer naar de AVRO, waar ze tot 1952 radio-uitzendingen voor vrouwen verzorgde. Vooral haar Korte gesprekken van vrouw tot vrouw werden goed beluisterd. In 1949 richtte zij de International Association of Radio Women (IARW) op; tot 1956 was ze daarvan ook voorzitter.

## Tweede Wereldoorlog
Posthumus-van der Goot bood tijdens de oorlog onderdak aan een joods kind. Via Mies Boissevain-Van Lennep raakte ze betrokken bij het vinden van pleeggezinnen voor joodse kinderen die waren weggesmokkeld uit de crèche tegenover de Hollandsche Schouwburg in Amsterdam, waar de joden voor hun deportatie werden bijeengebracht. Na de oorlog kreeg Van der Goot hiervoor (net als haar zus en man) de onderscheiding Rechtvaardige onder de Volkeren. Haar collega-oprichter van het IAV, de joodse Rosa Manus, overleefde de oorlog niet en een groot deel van de collectie van het IAV ging verloren.

## Vredeswerk
Posthumus-van der Goot was behalve bij de vrouwenbeweging ook zeer betrokken bij de vredesbeweging. In 1936 nam ze actief deel aan het congres van de Rassemblement universel pour la paix (RUP); zij was lid van de economische commissie. Zij publiceerde in 1961 een geschiedenis van de vrouwen-vredesbeweging onder de titel Vrouwen vochten voor de vrede. Ze legde in haar publicaties de nadruk op het bijzonder vermogen van vrouwen als moeders om vrede te stichten. Haar boek Vrede met een menselijk gezicht (1973) is een handleiding over vredeswerk. Ze speelde een rol in organisaties op het gebied van vrede en internationale samenwerking zoals het Nederlands Vrouwen Initiatief Comité Wereldjaar Internationale Samenwerking, en was oprichter van het International Scientific Institute for Feminine Interpretation (ISIFI), onderdeel van de International Peace Research Organisation.

## Nalatenschap

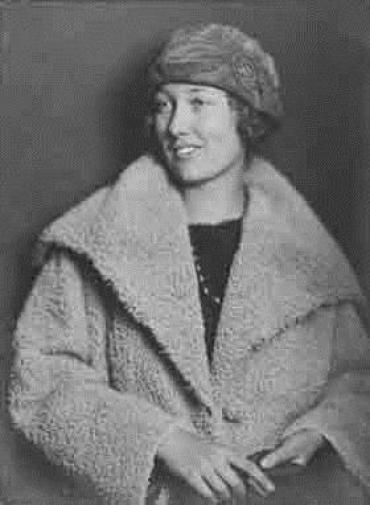
Willemijn van der Goot

Posthumus-van der Goot is tegenwoordig vooral bekend als de redacteur en mede-auteur van het boek Van moeder op dochter - het aandeel van de vrouw in een veranderende wereld (1948), dat wordt gezien als het belangrijkste overzichtswerk van de geschiedenis van de vrouwenbeweging in Nederland en verscheen naar aanleiding van de tentoonstelling De Nederlandse Vrouw 1898-1948. Met haar werk voor het IAV en Van moeder op dochter heeft ze een belangrijke bijdrage geleverd aan de herinneringscultuur en geschiedschrijving van vrouwen en de vrouwenbeweging. Ten tijde van de tweede feministische golf werd ze gewaardeerd vanwege haar wetenschappelijk werk. Haar nadruk op moederschap als kern van vrouwelijkheid werd minder gewaardeerd.
Posthumus-van der Goot zelf bleef tot haar dood betrokken bij de vrouwenbeweging en was erg positief over de Dolle Mina-beweging. Ze was minder te spreken over felle feministische organisaties in Amerika en Frankrijk als Womens Lib en de Torchon qui brule, die naar haar mening te bitter waren. In 1983 werd Posthumus vanwege haar verdiensten voor de vrouwenbeweging benoemd tot Officier in de Orde van Oranje-Nassau.

## Publicaties (selectie)
- De besteding van het inkomen: het indexcijfer van de kosten van levensonderhoud. Den Haag, Matinus Nijhoff, 1930. Proefschrift
- Statistische gegevens betreffende de vrouw in Nederland. Leiden, E.J. Brill, 1937
- Onderzoek naar den arbeid der gehuwde vrouw in Nederland. Leiden, E.J. Brill, 1938
- Statistiek en werkelijkheid. Leiden, E. J. Brill, 1946
- Van moeder op dochter: het aandeel van de vrouw in een veranderende wereld.. Leiden, Brill, 1948. (redactie)
- Vrouwen vochten voor de vrede. Arnhem, Van Loghum Slaterus, 1961
- Vrede met een menselijk gezicht: handboekje. Rotterdam, Fortuna, 1973
- Van moeder op dochter: de maatschappelijke positie van de vrouw in Nederland vanaf de Franse tijd. Nijmegen, Socialistische Uitgeverij Nijmegen 1977. Herz. dr. van Leiden, Brill, 1948. (redactie met Anna de Waal)
- Aletta Jacobs pionierswerk naar alle kanten. Amsterdam, Internationaal Archief voor de Vrouwenbeweging 1975